# Ángela Perdomo
Ángela Celia Perdomo Agoglia (Montevideo, Uruguay, 1949) es una arquitecta y urbanista uruguaya.

## Trayectoria
Se tituló como arquitecta en 1977 por la Facultad de Arquitectura de la UdelaR (Universidad de la República).
En ese mismo año, fundó el estudio “GPR arquitectos” junto a los arquitectos Andrés Rubilar y Ricardo Guguich, quien fuera, este último, además de su socio profesional, su compañero de vida. En 1979 se anexan a las actividades del estudio los servicios de la empresa constructora ACRA S.R.L. Construcciones. A partir del año 1988, los tres han sido miembros del Colegio de Jurados de la Sociedad de Arquitectos del Uruguay.
El trabajo del estudio ha sido amplio y diverso, destacando en arquitectura residencial, bancaria y de servicios, especialmente en remodelaciones y reciclajes, así como también en planificación urbana. Sus obras y proyectos han sido recogidos en publicaciones periódicas y libros de arquitectura, tanto nacionales como extranjeros. También ha sido convocada como jurado de eventos internacionales como la Bienal Panamericana de Arquitectura de Quito (en 2000 y 2002).
Ángela Perdomo reconoce que, desde su experiencia como mujer arquitecta, las diferencias más notorias en su práctica tanto académica como profesional, “ocurrían en ámbitos tradicionalmente entendidos como de hombres, tales como las obras, generando cierto malestar ver a una mujer en tareas de dirección.”
Se destaca su actividad profesional en urbanismo en los siguientes proyectos:
- Redactora Responsable Plan Especial de Ordenamiento y  Recuperación Urbana  “Fénix-La Aguada”, por concurso, 1999-2000. Superficie: 120 ha. Comitente: SADUF – Banco Hipotecario del Uruguay[4]

- Redactora Responsable Plan Especial de Ordenación, Protección y Mejora de Pocitos, por concurso, 2000- en curso. Superficie:  228,14 ha. Comitente: Intendencia Departamental de Montevideo – División de Planificación Territorial y Unidad para la Protección del Patrimonio Edilicio, Urbanístico y Ambiental de la Unidad Central de Planificación Municipal.[4]

- Redactora Responsable Plan Especial de Ordenación, Protección y Mejora de Carrasco-Punta Gorda, por concurso, 2001-en curso. Superficie: 1332,23 ha. Comitente: Intendencia Departamental de Montevideo – División de Planificación Territorial y Unidad para la Protección del Patrimonio Edilicio, Urbanístico y Ambiental de la Unidad Central de Planificación Municipal. con la colaboración de la República de Italia a través del Italian Trust Fund for Consultant Firms y del Banco Interamericano de Desarrollo.[4]
- Inventario Patrimonial del Área Testimonial de Barrio Sur. 2001-en curso. Superficie: 26 ha. Comprende: 40 tramos del área testimonial y 10 tramos de la calle Durazno. Comitente: Junta de Andalucía. Agencia Española de Cooperación Internacional, Intendencia Departamental de Montevideo.[5]
- Integrante del equipo técnico de la Universidad de la República, para la elaboración del anteproyecto del Plan de Ordenamiento Territorial de Montevideo.
- Consultora nacional en Asentamientos Humanos.- Programa de las Naciones Unidas para el Desarrollo.- Informe "Situación de los Asentamientos Humanos y Medio Ambiente en el Uruguay".
- Directora del equipo técnico encargado de la Elaboración de Pautas de Ordenación para el Casco Central de la Ciudad de San Carlos en convenio Universidad de la República - Intendencia Municipal de Maldonado. 1992
- Estudio urbanístico y Asesoramiento en Planificación Urbana.- Informe ante Intendencia Departamental de Montevideo. para la revisión normativa de alturas para la manzana con frentes a las calles Saldaña Da Gama, Gral. Riveros, Rizal y Tomás Basáñez. Comitente Empresa Abate y Cía. Junio 2004

Ha desempeñado además una amplia actividad en cargos de gestión relacionados al diseño de la ciudad. Ha sido Miembro de la Comisión Asesora de la IMM sobre la Costa de Montevideo, en representación de la Sociedad de Arquitectos del Uruguay, delegada por el Ministerio de Educación y Cultura a la Comisión Técnica Asesora de Ordenamiento Territorial del MVOTMA, delegada por la Sociedad de Arquitectos a la Comisión Consultiva del Plan Director de Montevideo, coordinadora de la Comisión Asesora en Urbanismo de la Sociedad de Arquitectos del Uruguay. También ha sido designada como jurado de premios y concursos referidos a temáticas urbanas. Fue Jurado del Premio Nacional de Urbanismo 2016 e integrante del Tribunal Evaluador para seleccionar equipo para la elaboración del.Ordenamiento Territorial y Desarrollo Sostenible Del Municipio de Paso Carrasco y del Plan del eje Aparicio Saravia- Maldonado (2011). Ha coordinado el equipo Técnico Asesor para el Concurso Nacional para la reformulación de la Plaza Independencia de Montevideo (2010) y el Concurso Nacional para la nueva Sede del Banco de la República Oriental del Uruguay (2009). En 2007 actuó como Asesora técnica en los concursos para el “Parque Central de Las Piedras”, para el “Parque Artigas”, para el Centro de Formación de la Cooperación Española”.y para el concurso de Ideas para el Plan de la Costa de Oro de Canelones.

## Premios
- Premio Nacional de Urbanismo de Uruguay 2017. Premio a la trayectoria junto a Carlos Musso.[6]
- Banco Santander. Sucursal Universidad Católica. 1.er premio. “División América 2004” Programa Universidades.
- IV Concurso Nacional de Obra Realizada. Sociedad de Arquitectos del Uruguay del Uruguay. Mención. Premio Obra “Casa Muslera”. 2002
- Exposición Nacional de la Industria. Stand Banco Santander. 1.er premio. LATU. Montevideo, 1998
- Concurso por invitación para la instalación de la Sede Regional de IBERSIS – Grupo Unión Fenosa, España. 1.er Premio. (Adjudicación). 1997
- III Concurso Nacional de Obra Realizada. Sociedad de Arquitectos del Uruguay. Tres Premios: Obra:Casa Berro. - Banco Santander sucursal 18 de Julio-Casa Ros Montevideo, 1995.
- Concurso por invitación para la Remodelación de la Sede Central de Lloyds Bank de Montevideo.1.er Premio. (Adjudicación). 1993
- II Concurso Nacional de Obra Realizada. Sociedad de Arquitectos del Uruguay. 1.er Premio. Obra Banco Santander. Sucursal Centro, 1992
- Concurso Terminal de Ómnibus Punta del Este. 3.er Premio, 1987
- Concurso Habitacional 8 de Octubre. 3.ª Mención, 1986
- Concurso de proyectos de Innovación y creatividad, Centro de la Innovación y Desarrollo-CID 1.er Premio a la Creatividad."Propuesta a la Ciudad democrática Montevideo". Propuesta para Av. Gral. Flores, 1985[1]

## Publicaciones
- “La recuperación del Centro de Montevideo”, Publicación Colectiva Premio Julio Vilamajó en la categoría “procesos eficientes”.2015
- “Oportunidades de recuperación edilicia en el Centro de Montevideo. La Avenida 18 de Julio y  manzanas adyacentes”, 2014[7]
- “18 x 18, La recuperación del Centro”.2013.[8]
- Casa Muslera, en el libro "Casas Latinoamericanas". 2001[9]
- Número monográfico dedicado al estudio. de la revista ELARQA, Uruguay, 2000.[10]

- International Yearbook, Award Winning Architecture, Munich – Nueva York en 1996.[11] Edit. Prestel. Munich- Nueva York.1996

## Actividad académica
La enseñanza y el desarrollo académico constituyen una parte fundamental de la vida de Ángela Perdomo que desde el año 2002 es Profesora Titular Grado 5 y Directora de la cátedra del taller vertical de Anteproyectos y Proyectos de Arquitectura de la FADU UdelaR. De los nueve talleres que estructuran el área proyectual de la carrera de Arquitectura, el taller Perdomo es el único dirigido por una mujer.
En 2005 obtuvo la Suficiencia Investigadora en el Doctorado en Teoría y Práctica del Proyecto Arquitectónico del Departamento de Proyectos de la ETSA-Madrid, por convenio UDELAR-UPM, estudios que cursó del 2003 al 2005. Su tema de su defensa fue “Pragmatismo culto a la uruguaya: plan y proyecto en 1930”.
Su profusa y destacada actividad académica incluye numerosos artículos publicados y trabajos de investigación referidos a temas urbanos y del espacio público.